# Voo KLM 861
O voo KLM 861, operado por um Boeing 747 prefixado PH-BUA e denominado “Mississippi”, foi sequestrado em 25 de novembro de 1973 por três jovens árabes no espaço aéreo iraquiano em um voo programado de Amsterdã-Tóquio com 247 passageiros a bordo.

## Incidente
O voo KLM 861, comandado por Issac Risseeuw, foi um voo programado de Amsterdã (AMS) para Tóquio-Haneda (HND) com escalas planejadas em Atenas (ATH), Beirute (BEY) e Déli (DEL). O avião estava a caminho do Iraque quando foi sequestrado por três passageiros, alegando ser membros da Organização da Juventude Árabe para a Libertação da Palestina. Forçaram o avião a Damasco, Nicósia, Trípoli, Malta e finalmente Dubai, onde os sequestradores se renderam às autoridades.

## Resultado
O sequestro foi reivindicado pela Organização Nacional da Juventude Árabe. O número do voo ainda é usado para a rota direta de Amsterdã a Tóquio.